# Pierre Bataillon
Pour les articles homonymes, voir Bataillon (homonymie).
Pierre Marie Bataillon, né à Saint-Cyr-les-Vignes, le 6 janvier 1810 et mort à Wallis, le 10 avril 1877, est un prêtre missionnaire français membre de la Société de Marie.

## Biographie

### Mission à Wallis
Ordonné prêtre en 1834, Pierre Bataillon entre dans la Société de Marie en 1836 et est envoyé cette année-là en mission dans le Pacifique en compagnie des pères Pierre Chanel et Jean-Baptiste Pompallier. Parti du Havre en décembre, il fait escale à Valparaíso, à Tahiti et aux Tonga avant d'arriver à Wallis le 1er novembre 1837 avec le Frère Joseph-Xavier, Pierre Chanel s'installant lui à Futuna avec le Frère Marie-Nizier. Jean-Baptiste Pompallier promet de revenir six mois plus tard, mais ne parvient à rejoindre Wallis qu'en 1841, soit quatre ans plus tard.
À Wallis, le Lavelua (roi coutumier) Soane Patita Vaimua s'oppose à Pierre Bataillon et lui interdit d'exercer la religion chrétienne. Bataillon fait le choix stratégique de rester proche du roi, afin d'éviter une répression violente. Les maristes respectent les autorités coutumières, protégeant même le roi de complots alors que celui-ci a ordonné des représailles contre les Wallisiens convertis.
Les relations entre chefs et missionnaires sont ainsi complexes et ambigües, alternant entre conflits et réconciliations. C'est particulièrement le cas entre Pierre Bataillon et le Lavelua. Pour l'historienne Claire Laux, Bataillon est un « fin politique » qui menace le roi de partir, afin de faire pression sur ce dernier pour qu'il se convertisse. Le missionnaire habite chez le roi et est traité comme l'un de ses parents : il est ainsi obligé de s'acculturer au mode de vie wallisien. Finalement, « les différents protagonistes sont conduits par leurs intérêts bien compris et au terme d’un processus de négociation, souvent ponctué de moult rebondissements, une alliance finit par s’établir. ».
Pierre Bataillon parvient à convertir les principaux chefs de l'île et, en 1840, l'ensemble de Wallis devient catholique. Il instaure alors une véritable théocratie sur l'île.

### Vicaire d'Océanie centrale
En 1843, à l'âge de 33 ans il est consacré évêque titulaire d'Aenus (de) par Guillaume Douarre avec comme co-consécrateurs Philippe Viard et Gilbert Roudaire, et prend en charge l'immense vicariat apostolique d'Océanie centrale. Il envoie des missionnaires aux Fidji, aux Tonga et aux Samoa où il nomme le père Gilbert Roudaire (1845). Bataillon va même jusqu'à convertir au catholicisme le petit atoll de Rotuma.
Avec une douzaine de pères et de frères, prévoyant la relève, il installe des catéchistes locaux partout et navigue d'île en île. En juin 1851, il visite Futuna puis, en août-septembre, les Fidji, les Tonga et Rotuma et arrive aux Samoa le 29 novembre. Il décide alors de s'établir à Apia et y entreprend, dès janvier 1852, la construction d'une église en pierre. Il effectue plusieurs voyages à Sydney pour y chercher du matériel. La construction de la première église en dur de l'archipel débute ainsi en novembre.
Apprenant qu'un cyclone vient de toucher les Tokelau (janvier 1852), il affrète un navire, le Kate pour porter secours aux habitants et confie au Père Pradel la mission d'y transporter seize mille noix de coco et des provisions d'eau. La population, jusqu’alors hostile aux Blancs, se convertit progressivement, quatre cent-quatre-vingt-dix habitants décident même d'embarquer pour Wallis. Certains reviendront à Tokelau et y propageront le catholicisme.

### Fin de vie
En 1857, Pierre Bataillon se rend en Europe pour y faire adopter une nouvelle réglementation de la mission et y obtient l'envoi de nouveaux missionnaires. Il reste à la tête de son diocèse jusqu'à sa mort en avril 1877.

## Succession apostolique
Pierre Bataillon a ordonné les évêques suivants :
- Évêque Aloys Elloy, S.M. (1864)

## Galerie

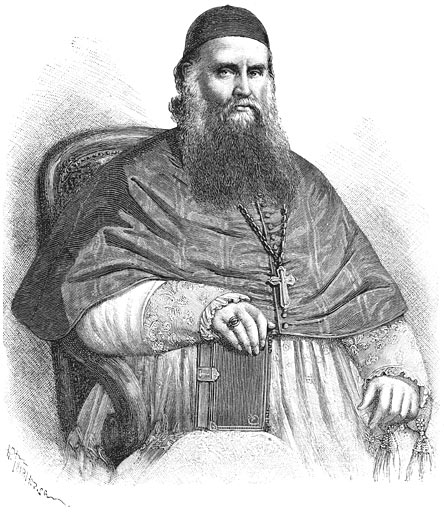
Gravure de Pierre Bataillon tirée de l'ouvrage d'Émile Deschamps, Les Îles Wallis (version néerlandaise De Wallis Eilanden, publiée en 1886)
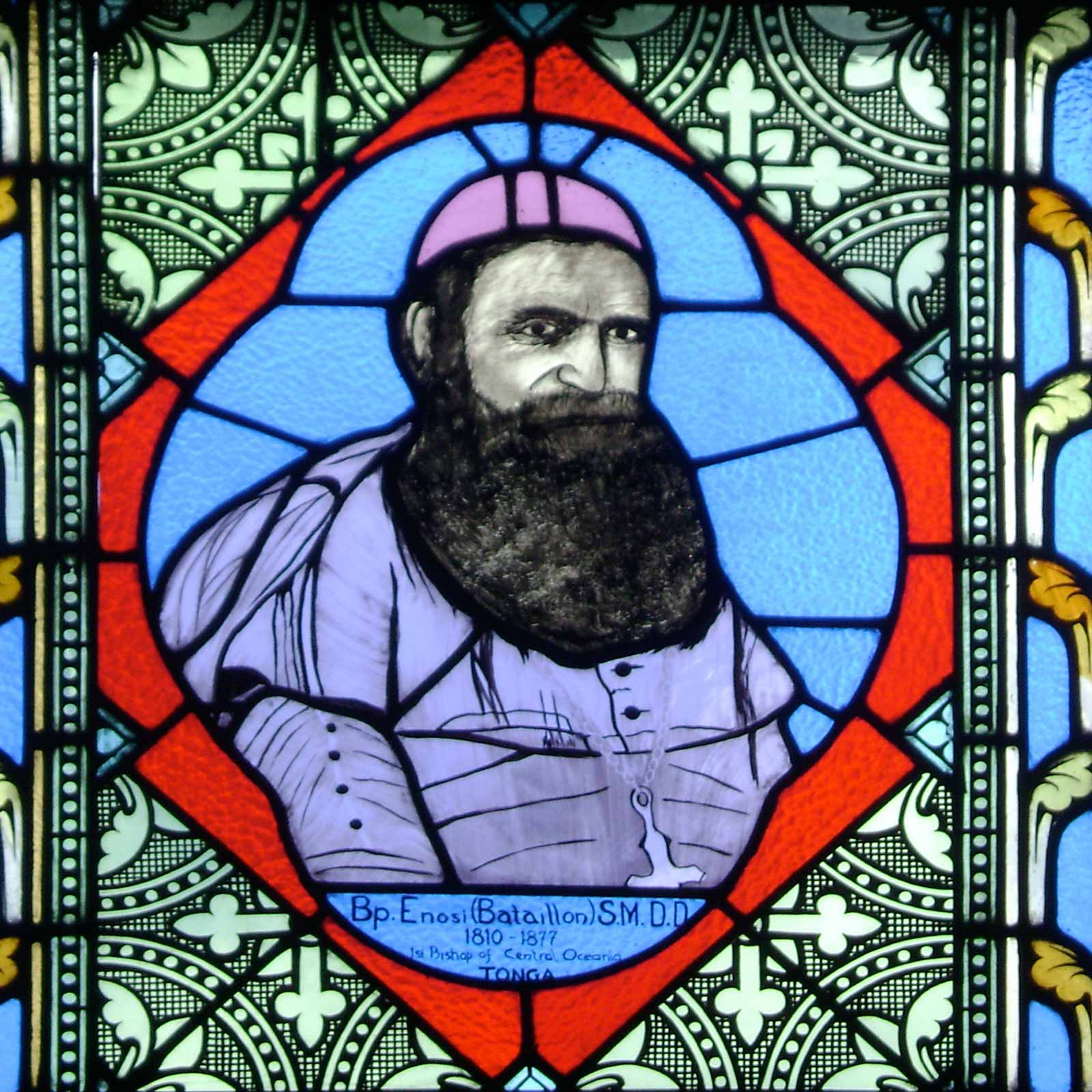
Pierre Bataillon représenté sur un vitrail de l'église Saint-Michel de Lapaha (to).
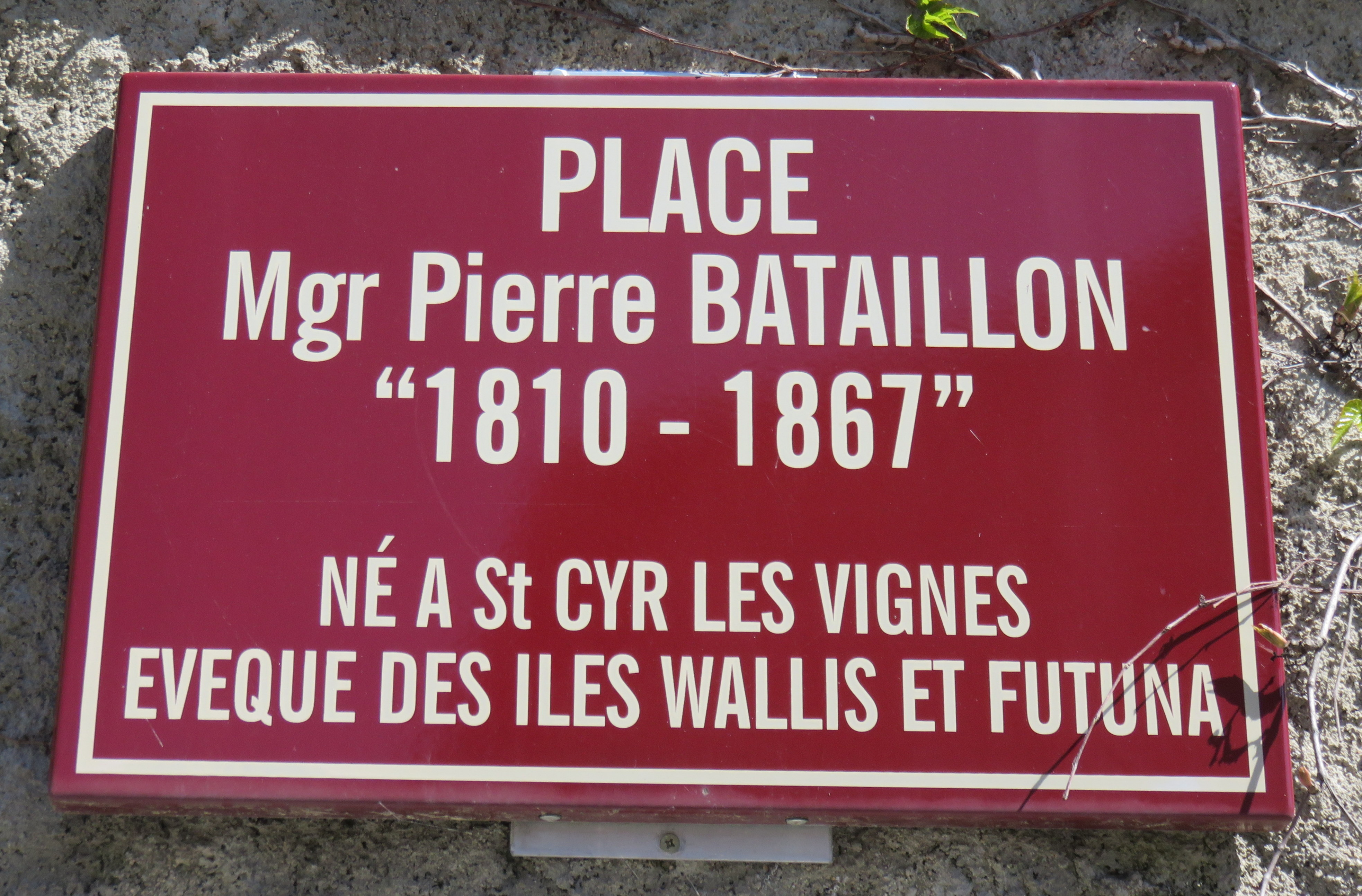
Place Mgr Pierre Bataillon dans son village natal, Saint-Cyr-les-Vignes